# كوليتورتو
كوليتورتو (بالإيطالية: Colletorto)‏ هي كومونا في مقاطعة كمبباسة في منطقة مليزة الإيطالية، وتقع على بعد 45 كيلومترًا (28 ميلًا) من عاصمة منطقة كمبباسة و40 كيلومترًا (25 ميلًا) من تيرمولي.